# 沙博尼耶尔莱瓦雷讷
沙博尼耶尔-莱瓦雷讷（法語：Charbonnières-les-Varennes，法語發音：[ʃaʁbɔnjɛʁ le vaʁɛn]）是法国多姆山省的一个市镇，位于该省中部偏西北，属于里永区。

## 地理
沙博尼耶尔-莱瓦雷讷（45°54'28"N, 2°59'59"E）面积32.12 平方千米，位于法国奥弗涅-罗讷-阿尔卑斯大区多姆山省，该省份为法国中南部省份，北起阿列省接壤，东临卢瓦尔省，南至上盧瓦爾省和康塔爾省，西接科雷兹省和克勒兹省。
与沙博尼耶尔-莱瓦雷讷接壤的市镇（或旧市镇、城区）包括：沙泰勒吉永、昂瓦勒、卢贝拉、芒扎、皮尔韦里耶尔、圣乌尔斯、沃尔维克。
沙博尼耶尔-莱瓦雷讷的时区为UTC+01:00、UTC+02:00（夏令时）。

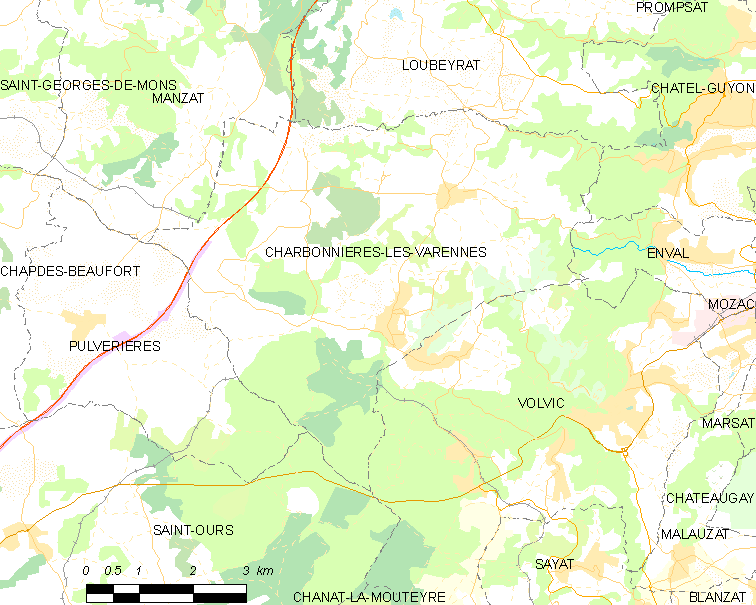
沙博尼耶尔-莱瓦雷讷的OSM定位图

## 行政
沙博尼耶尔-莱瓦雷讷的邮政编码为63410，INSEE市镇编码为63092。

## 政治
沙博尼耶尔-莱瓦雷讷所属的省级选区为圣乌尔斯县。

## 人口

1962-2008年间沙博尼耶尔-莱瓦雷讷人口变化图示

沙博尼耶尔-莱瓦雷讷于2022年1月1日时的人口数量为1914人。